# 羅杰 (萬曆進士)
羅（1580年—1616年），號參右，雲南鶴慶府剑川州民籍。

## 生平
万历三十七年（1609年）己酉科雲南鄉試第三十一名舉人，四十四年（1616年）丙辰科會試第三百四十名，廷試三甲第三十七名進士，兵部觀政，卒。